# Harry Mooten
Harry Mooten (Amsterdam, 2 mei 1928 – Amstelveen, 13 december 1996) was een Nederlands accordeonist. Bij het grote publiek was hij vooral bekend als muzikaal begeleider en "grote grijze geitenbreier" in De film van Ome Willem, met collega-musici Harry Bannink en Frank Noya.

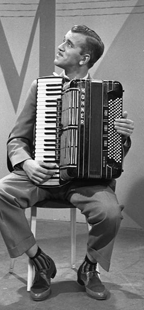
Harry Mooten in 1959

Mooten was als kind al actief op de accordeon. Aanvankelijk nam Willy Alberti hem onder zijn hoede en speelde hij populaire muziek. Later speelde Mooten ook klassieke werken van bijvoorbeeld Bach. In 1972 kreeg Mooten een Edison voor het album Bach: Two-part And Three-part Inventions.

## Selectieve discografie
- Abends In Der Taverne (1966)

- Plays Dutch Evergreens: Daar Waar De Molens Staan (1971)

- Bach: Two-part And Three-part Inventions (1971)

- Scarlatti Revisited (1972)

- Bachatelle (1974)

- Mooten "Klassiek" (1988)